# Daniel Mandell
Daniel Mandell est un monteur américain, né à New York le 13 juillet 1895, mort dans le Comté d'Orange (Californie) le 8 juin 1987.

## Biographie
Daniel Mandell effectue le montage de soixante-dix films américains entre 1924 et 1966. Il travaille avec de nombreux réalisateurs, dont Howard Hawks, Frank Capra, mais surtout, sera l'un des monteurs attitrés de William Wyler puis, en fin de carrière, de Billy Wilder.
Il gagne trois Oscars au cours de sa carrière et reçoit deux autres nominations.

## Filmographie partielle
- 1924 : The Turmoil de Hobart Henley
- 1927 : La Case de l'oncle Tom (Uncle Tom's Cabin), de Harry A. Pollard
- 1929 : Men, Woman and Wife d'Edward Laemmle
- 1929 : Show Boat de Harry A. Pollard
- 1929 : Melody Lane
- 1930 : Holiday d'Edward H. Griffith
- 1931 : Beyond Victory de John S. Robertson
- 1932 : The Animal Kingdom d'Edward H. Griffith
- 1933 : Le Grand Avocat (Counsellor at Law) de William Wyler
- 1934 : Embarrassing Moments (en) d'Edward Laemmle
- 1935 : La Bonne Fée (The Good Fairy) de William Wyler
- 1936 : Jeunesse perdue (Dodsworth) de William Wyler
- 1936 : Ils étaient trois (These Three) de William Wyler
- 1937 : J'ai le droit de vivre (You only live Once) de Fritz Lang
- 1937 : Rue sans issue (Dead End) de William Wyler
- 1939 : Les Hauts de Hurlevent (Wuthering Heights) de William Wyler
- 1940 : Le Cavalier du désert (The Westerner) de William Wyler
- 1941 : L'Homme de la rue (Meet John Doe) de Frank Capra
- 1941 : Boule de feu (Ball of Fire ou The Professor and the Burlesque Queen) de Howard Hawks
- 1941 : La Vipère (The Little Foxes) de William Wyler
- 1942 : Vainqueur du destin (The Pride of the Yankees) de Sam Wood
- 1943 : They Got Me Covered de David Butler
- 1943 : L'Étoile du Nord (The Lone Star) de Lewis Milestone
- 1944 : La Princesse et le Pirate (The Princess and the Pirate) de David Butler
- 1944 : Arsenic et Vieilles Dentelles (Arsenic and Old Lace) de Frank Capra
- 1945 : Le Joyeux Phénomène (Wonder Man) de H. Bruce Humberstone
- 1946 : Les Plus Belles Années de notre vie (The Best Years of Our Lives) de William Wyler
- 1946 : Le Laitier de Brooklyn (The Kid from Brooklyn) de Norman Z. McLeod
- 1948 : Vous qui avez vingt ans (Enchantment) d'Irving Reis
- 1948 : Si bémol et Fa dièse (A Song is born) de Howard Hawks
- 1949 : Tête folle (My foolish Heart), de Mark Robson
- 1951 : Je veux un millionnaire (A Millionaire for Christy) de George Marshall
- 1951 : Rudolph Valentino, le grand séducteur (Valentino), de Lewis Allen
- 1952 : Hans Christian Andersen et la Danseuse (Hans Christian Andersen) de Charles Vidor
- 1953 : Retour au paradis (Return to Paradise) de Mark Robson
- 1955 : Blanches Colombes et Vilains Messieurs (Guys and Dolls) de Joseph L. Mankiewicz
- 1956 : Opération requins (en) (The Sharkfighters) de Jerry Hopper
- 1957 : Témoin à charge (Witness for Prosecution) de Billy Wilder
- 1959 : Porgy and Bess d'Otto Preminger
- 1960 : La Garçonnière (The Apartment) de Billy Wilder
- 1961 : Un, deux, trois (One, Two, Three) de Billy Wilder
- 1963 : Irma la douce (titre original) de Billy Wilder
- 1964 : Embrasse-moi, idiot (Kiss me, Stupid) de Billy Wilder
- 1966 : La Grande Combine (The Fortune Cookie) de Billy Wilder

## Récompenses et distinctions
- Oscar du meilleur montage :
  - En 1943, pour Vainqueur du destin ;
  - En 1947, pour Les Plus Belles Années de notre vie ;
  - Et en 1961, pour La Garçonnière.